# Чемпіонат світу з футболу 2010 (група E)
Матчі Групи E чемпіонату світу з футболу 2010 проходять з 14 червня 2010 року до 24 червня 2010. До групи входять збірні Нідерландів, Данії, Японії та Камеруну.
| М  | Команда      | І | В | Н | П | МЗ | МП | РМ | О |
| -- | ------------ | - | - | - | - | -- | -- | -- | - |
| 1. | Нідерланди · | 3 | 3 | 0 | 0 | 5  | 1  | +4 | 9 |
| 2. | Японія ·     | 3 | 2 | 0 | 1 | 4  | 2  | +2 | 6 |
| 3. | Данія ·      | 3 | 1 | 0 | 2 | 3  | 6  | −3 | 3 |
| 4. | Камерун ·    | 3 | 0 | 0 | 3 | 2  | 5  | −3 | 0 |

Час місцевий (UTC+2)

## Нідерланди— Данія
| 14.06.2010 13:30 |

| Нідерланди              | 2:0        | Данія |
| ----------------------- | ---------- | ----- |
| Аґґер 46' (аг) Кайт 85' | (протокол) |       |

| Соккер-Сіті, Йоганнесбург Глядачів: 83 465 Арбітр: Стефан Ланнуа |

## Японія— Камерун
| 14.06.2010 16:00 |

| Японія    | 1:0        | Камерун |
| --------- | ---------- | ------- |
| Хонда 39' | (протокол) |         |

| Фрі Стейт, Блумфонтейн Глядачів: 30 620 Арбітр: Олегаріо Бенкеренса |

## Нідерланди— Японія
| 19.06.2010 13:30 |

| Нідерланди  | 1:0        | Японія |
| ----------- | ---------- | ------ |
| Снейдер 53' | (протокол) |        |

| Мозес Мабіда, Дурбан Глядачів: 62 010 Арбітр: Ектор Балдассі |

## Камерун— Данія
| 19.06.2010 20:30 |

| Камерун   | 1:2        | Данія                      |
| --------- | ---------- | -------------------------- |
| Ето'о 10' | (протокол) | Бендтнер 33' Роммедаль 61' |

| Лофтус Версфельд, Преторія Глядачів: 38 074 Арбітр: Хорхе Ларріонда |

## Данія— Японія
| 24.06.2010 20:30 |

| Данія        | 1 — 3      | Японія                          |
| ------------ | ---------- | ------------------------------- |
| Томассон 81' | (Протокол) | Хонда 17' Ендо 30' Окадзакі 87' |

| Роял Бафокенг, Рюстенбург Глядачів: 27 967 Арбітр: Джером Деймон |

## Камерун— Нідерланди
| 24.06.2010 20:30 |

| Камерун          | 1 — 2      | Нідерланди                 |
| ---------------- | ---------- | -------------------------- |
| Ето'о 65' (пен.) | (Протокол) | Ван Персі 36' Гунтелар 83' |

| Грін Поїнт, Кейптаун Глядачів: 63 093 Арбітр: Пабло Поцо |